# Paul Nicolardot
Paul Louis François Nicolardot (1871-1945) est un chimiste français.
Paul Nicolardot naît à Avignon et devient orphelin de père. Il entre à l'École polytechnique en 1890 et en sort deux ans plus tard lieutenant d'artillerie. Il rejoint alors le Laboratoire de chimie de la section technique de l'Artillerie, et participe aux premières études sur les gaz de combat au sein d'une commission secrète.
Il obtient le doctorat ès sciences physiques en 1905 à la Faculté des sciences de Paris avec une thèse sur le sesquioxyde de fer. Il publie la même année un traité sur le vanadium. Il devient ensuite, successivement, capitaine d'artillerie, chef du laboratoire de chimie de la section technique de l'Artillerie, répétiteur de chimie à l'École polytechnique, chargé de cours sur la chimie minérale à l'École nationale supérieure de l'aéronautique, chargé de cours sur la chimie des verres d'optique à l'École supérieure d'optique et enfin directeur du Bureau international de chimie analytique.